# Eucypris foveata
Eucypris foveata är en kräftdjursart som beskrevs av Magali Delorme 1967. Eucypris foveata ingår i släktet Eucypris och familjen Cyprididae. Inga underarter finns listade i Catalogue of Life.